# Chesterfield (Missouri)
Chesterfield – miasto w Stanach Zjednoczonych, w stanie Missouri, w hrabstwie St. Louis.

## Ludzie związani z Chesterfield
- Chad Frenzel (ur. 1980) − kulturysta
- Ryan Howard (ur. 1979) − baseballista
- Al Lowe (ur. 1942) − projektant gier komputerowych
- Jeremy Maclin (ur. 1988) − futbolista
- Max Scherzer (ur. 1984) − baseballista
- Paul Stastny (ur. 1985) − hokeista
- Jim Talent (ur. 1956) − polityk, senator, członek Partii Republikańskiej
- Scott Van Slyke (ur. 1986) − baseballista
- Adam Wainwright (ur. 1981) − baseballista